# Lasiochlamys coriacea
Espèce
Lasiochlamys coriacea est une espèce de plantes à fleurs de la famille des Salicaceae et du genre Lasiochlamys, endémique de Nouvelle-Calédonie. L'espèce est protégée.

## Description
C'est un arbuste de 3–6 m ; ses rameaux sont couverts de lenticelles ; l'écorce est fissurée quadrangulairement. Les feuilles sont coriaces, elliptiques, arrondies et un peu dissymétriques à la base, un peu pointues au sommet ; leur bord est crénelé et ondulé ; les nervures secondaires et tertiaires sont proéminentes. Les fleurs sont blanchâtres, sur des inflorescences en fascicules de 3–7 fleurs, sur le tronc ou les vieux rameaux. Les fruits sont ovoïdes, globuleux ; il contiennent 1–3 graines. La floraison et la fructification se déroulent en février-mars.

## Habitat et répartition
Cette espèce se rencontre sur la Grande Terre (Nouvelle-Calédonie), dans les vallées d'Amoa et de Tchamba et dans le Nord-Est à Pouébo (Mandjélia). L'arbuste a pour habitat les sous-bois de la forêt dense et  humide, sur schistes et micaschistes.

## Publication originale
- (en) H. Sleumer, « A concise revision of the Flacourtiaceae of New Caledonia anf the Loyalty Islands », Blumea: Biodiversity, Evolution and Biogeography of Plants, vol. 22, no 1,‎ 1er janvier 1974, p. 126 (ISSN 2212-1676, lire en ligne, consulté le 8 janvier 2021)